# Bandar Jaya (Lahat)
Bandar Jaya is een bestuurslaag in het regentschap Lahat van de provincie Zuid-Sumatra, Indonesië. Bandar Jaya telt 7919 inwoners (volkstelling 2010).